# Tramontino
Il tramontino è una creatura leggendaria appartenente alla tradizione popolare del Valdarno superiore, nella Toscana centro-orientale, generalmente descritta come un minuscolo essere di aspetto antropomorfo, dotato di ali d'insetto e animato da un intento malevolo.

## Descrizione
Sebbene venga generalmente definito dall'immaginazione mitopoietica rurale come un piccolissimo folletto dalle sembianze umane, le fonti non concordano sull'aspetto dei tramontini, spesso dipinti come minuscoli umanoidi glabri dotati di ali membranose e armati di lunghi e affilati coltelli, mentre altrove - pur mantenendo inalterati aspetto e dimensioni - sono descritti come muniti di una protrusione addominale simile al ventre di un imenottero, dalla quale sporge un acuminato pungiglione.
La figura del tramontino sembra trarre la propria origine dall'attività ematofaga dei Ceratopogonidi, minuscoli insetti dell'ordine dei ditteri noti nella nomenclatura vernacolare anglosassone come biting midges («moscerini pungenti»), a causa dell'abitudine di queste creature immaginarie di aggredire gli uomini che si attardino nei campi durante il tramonto, infliggendo loro una fastidiosa puntura, le cui cause apparirebbero spesso non immediatamente evidenti.
Diversamente dai comuni folletti, ritenuti in grado di adoperarsi talvolta anche per il benessere dell'uomo, i tramontini sono generalmente di carattere malevolo, osteggiando apertamente l'uomo e le sue attività in ambiente rurale, specie se operate durante le ore del tramonto, momento durante il quale i tramontini abbandonerebbero le loro dimore per dedicarsi alle loro specifiche attività.